# Gautier Kusnierek
Gautier Kusnierek est un acteur français, né le 5 septembre 1984 a Deauville

## Biographie
Gautier Kusnierek commence sa carrière en 1995 dans la série L'Instit, mais c'est en 1999 dans le film C'est pas ma faute ! qu'il se fait connaitre.

## Filmographie

### Cinéma
- 1999 : C'est pas ma faute !, de Jacques Monnet

### Télévision
- 1995 : L'Instit d'Édouard Niermans
- 1996 : Papa est un mirage de Didier Grousset
- 1998 : Le Refuge de Christian François
- 1999 : Un enfant, un secret de Alain Robillard
- 1999 : Les P'tites Canailles (émission de télévision)